# Zhang Yali
Zhang Yali (chiń. 張 亞黎 ur. 24 lutego 1964) – chińska wioślarka. Brązowa medalistka olimpijska z Seulu.
Zawody w 1988 były jej jedynymi igrzyskami olimpijskimi. Wywalczyła brąz w ósemce.